# Потерянное поколение
Потерянное поколение (фр. Génération perdue, англ. Lost Generation) — поколение людей, которые родились до (а по некоторым данным, и во время) Первой мировой войны, то есть людей, рождённых, по разным оценкам, примерно в 1883—1900-х годах (или 1890—1918 годах). Для этого поколения характерен тот факт, что многие из его представителей не могли после войны адаптироваться к мирной жизни: спивались, сходили с ума, кончали жизнь самоубийством. Термин появился в 1920-х годах.

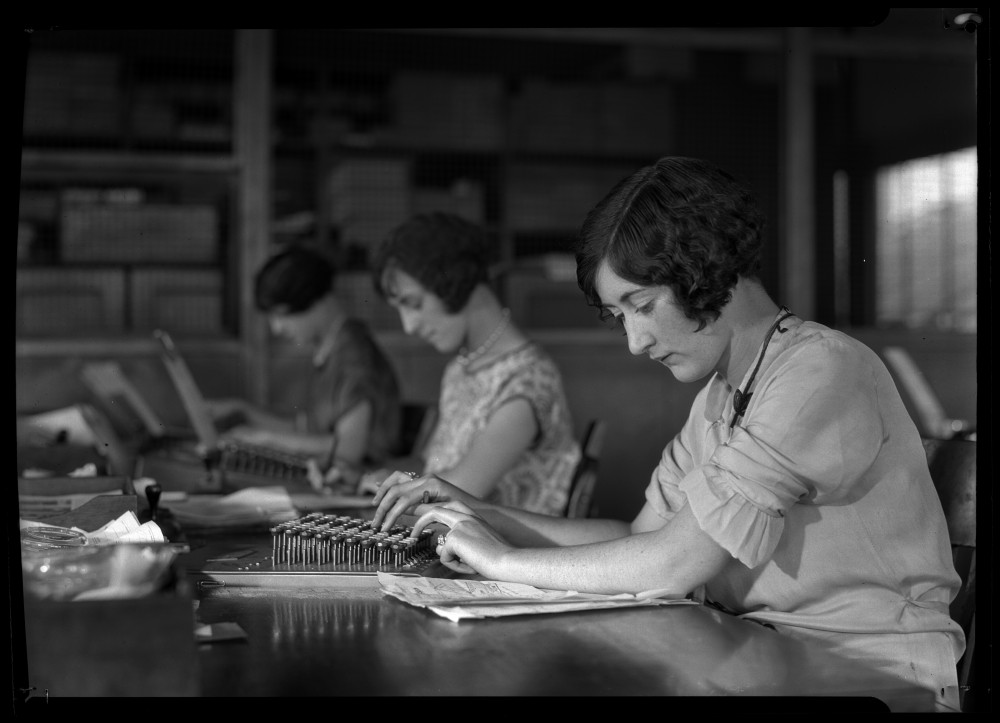
Машинистки (1915 г.)

Схема одной из трактовок теории поколений, по данным Pew Research Center. Светло-зелёным цветом отмечено Потерянное поколение

Поколение стало лейтмотивом творчества таких писателей, как Эрнест Хемингуэй, Эрих Мария Ремарк, Луи-Фердинанд Селин, Анри Барбюс, Ричард Олдингтон, Эзра Паунд, Уильям Сароян, Джон Дос Пассос, Фрэнсис Скотт Фицджеральд, Шервуд Андерсон, Томас Вулф, Натаниэль Уэст, Джон О'Хара и других.

## История возникновения термина
Термин, приписываемый Гертруде Стайн, впоследствии стал известен благодаря упоминанию в романе Эрнеста Хемингуэя «Праздник, который всегда с тобой»:

Когда мы вернулись из Канады и поселились на улице Нотр-Дам-де-Шан, а мисс Стайн и я были ещё добрыми друзьями, она и произнесла свою фразу о потерянном поколении. У старого «форда» модели «Т», на котором в те годы ездила мисс Стайн, что-то случилось с зажиганием, и молодой механик, который пробыл на фронте последний год войны и теперь работал в гараже, не сумел его исправить, а может быть, просто не захотел чинить её «форд» вне очереди. Как бы там ни было, он оказался недостаточно sérieux, и после жалобы мисс Стайн хозяин сделал ему строгий выговор. Хозяин сказал ему: «Все вы — génération perdue!»
— Вот кто вы такие! И все вы такие! — сказала мисс Стайн. — Вся молодёжь, побывавшая на войне. Вы — потерянное поколение.
— Эрнест Хемингуэй. Праздник, который всегда с тобой
Это понятие было популяризировано его романом «И восходит солнце» (1926) в котором помещено в качестве одного из эпиграфов: «Все вы — потерянное поколение. Гертруда Стайн (в разговоре)».
Малкольм Коули, издатель, писатель и историк американской литературы парижского послевоенного периода, писал, что термин, который стал известен благодаря Гертруде Стайн, продолжительное время соответствовал определению, данному ею. По его мнению, причины заключались в отрыве от своих корней, отрыве от предшествующих религиозных и иных культурных традиций — это поколение было потеряно, поскольку «было подготовлено к иной жизни, отличной от той, что сложилась после войны, поскольку жило в эмиграции».
Так называют на Западе молодых фронтовиков — участников Первой мировой (независимо от того, на стороне какой страны они воевали), которые вернулись домой морально и/или физически искалеченными. Их ещё называют «неучтёнными жертвами войны». Вернувшись с фронта, эти люди уже не могли снова жить нормальной жизнью: после пережитых ужасов войны всё остальное казалось им мелким, недостойным внимания.
В 1930—1931 годах Ремарк пишет роман «Возвращение» («Der Weg zurück»), в котором рассказывает о возвращении на родину после Первой мировой молодых солдат, которые уже не могут жить нормально, но, остро ощущая всю бессмысленность, жестокость и грязь этой жизни, всё же пытаются как-то жить. Эпиграфом к роману стали строки:

Солдаты, возвращённые отчизне,
Хотят найти дорогу к новой жизни.
— Эрих Мария Ремарк. Возвращение
В романе «Три товарища» Ремарк предрекает «потерянному поколению» печальную судьбу. Возвратившись, многие из представителей этого поколения нашли воронки вместо своих прежних домов, большинство потеряли родных и близких. Послевоенная Германия встретила их разрухой, бедностью, безработицей, всеобщей нестабильностью и нервозной атмосферой.
Ремарк также даёт характеристику и самому этому «потерянному поколению». Это люди жёсткие, решительные, признающие только конкретную помощь, ироничные с женщинами. Чувственность у них стоит впереди чувств.